# Cliff Fletcher
George Clifford "Cliff" Fletcher, född 16 augusti 1935, är en kanadensisk idrottsledare som har arbetat inom den nordamerikanska ishockeyligan National Hockey League (NHL) sedan 1956.
Han inledde sin karriär i NHL som talangscout för Montreal Canadiens 1956, en position han innehade de efterföljande tio åren. År 1966 lämnade han Montreal Canadiens och blev talangscout för St. Louis Blues, senare under det året blev Fletcher befordrad till att vara assisterande general manager för dem. Han var där fram tills 1972 när han blev utnämnd till att vara general manager för Atlanta Flames. År 1980 blev Atlanta Flames Calgary Flames och Fletcher blev kvar på sin general manager-position även för det nya ishockeylaget. Han blev Stanley Cup-mästare med Flames, när de gick hela vägen under säsongen 1988–1989. Fletcher lämnade Flames 1991 och blev president och general manager för Toronto Maple Leafs, positioner han hade fram tills 1997 när han lämnade dem. Året därpå utnämndes Fletcher till att vara senior rådgivare till Tampa Bay Lightning. Två år senare utsåg Hockey Canada honom till general manager för det kanadensiska herrlandslaget för 2000 års världsmästerskap, men ingen medalj bärgades. Senare under året utnämndes han till exekutiv chef för ishockeyverksamheten för Phoenix Coyotes, en position Fletcher hade fram till 2007. Tre år tidigare valdes han in i Hockey Hall of Fame. Efter att Fletcher lämnade Coyotes, tog han åter över general manager-posten hos Toronto Maple Leafs. Fletcher blev under andra året ersatt av Brian Burke, han har dock varit rådgivare för Maple Leafs sen dess.
Han är far till Chuck Fletcher, som är bland annat general manager för Philadelphia Flyers.